# Dorilla in Tempe
Dorilla in Tempe (RV 709) è un melodramma eroico-pastorale in tre atti di Antonio Vivaldi su libretto di Antonio Maria Lucchini. Peter Ryom suppone che la partitura giunta fino a noi, in forma di pasticcio, sia databile non molto tempo dopo il 1734.

## Prima rappresentazione
Fu rappresentata per la prima volta il 9 novembre 1726 al Teatro Sant'Angelo di Venezia. In questa occasione i cantanti che si esibirono furono i contralti Maria Maddalena Pieri (Elmiro), Angela Capuano (Dorilla) e Anna Girò (Eudamia),  i bassi Domenico Giuseppe Galletti (Filindo) e Lorenzo Moretti (Admeto), il soprano castrato Filippo Finazzi (Nomio). Il lavoro fu successivamente ripreso al Teatro Sporck di Praga per il carnevale del 1732 e per lo stesso palcoscenico il 2 febbraio 1734 con numerosi cambiamenti e inserzioni (pasticcio).

## Caratteristiche
Non ci è pervenuto alcun libretto che corrisponda alla partitura in questione, autografa solo parzialmente e ricca di arie non vivaldiane:
- Mi lusinga il dolce affetto (da Catone in Utica di Johann Adolf Hasse).
- Non ha più pace il cor amante (da Cajo Fabricio  di Johann Adolf Hasse).
- Saprò ben con petto forte (testo originale: Non è ver benché si dica, da Issipile di Johann Adolf Hasse).
- Rete, lacci o strali adopra (testo originale: Forte lume esposto al vento, da Alessandro Severo di Geminiano Giacomelli).
- Non vuo' che un infedele (da Alessandro Severo di Geminiano Giacomelli).
- Bel piacer saria d'un core (testo originale: Se penar per un bel volto, da Semiramide riconosciuta di Geminiano Giacomelli)[2].
- Se ostinata a me resisti (testo originale: Se si perde il buon nocchiero, da Valdemaro di Domenico Sarro).
- Vorrei da lacci scogliere (da Demetrio di Leonardo Leo).

## Sinfonia d'apertura
La sinfonia che apre la Dorilla in Tempe venne catalogata RV709-A da Peter Ryom. Gli strumenti musicali che prendono parte a questa esecuzione sono gli archi, sostenuti dal basso continuo (formato da fagotto o violoncello in unione con il clavicembalo).

### Primo movimento
Il primo movimento della sinfonia d'apertura è un "Allegro" in tre quarti, che ha come protagonisti i violini. La fine del movimento prende parecchio spunto da quella del Concerto Ripieno in Do maggiore RV114.

### Secondo movimento
Il secondo movimento della sinfonia d'apertura è un delicato "Andante", il quale ripete varie volte alcune brevi frasi musicali, eseguite ancora dai violini, su un basso che cambia accordo a ogni ripetizione.

### Terzo movimento
Il terzo movimento della sinfonia d'apertura non è assolutamente una novità: essa è una rielaborazione per più strumenti delle prime battute de La Primavera, primo concerto de Le Quattro Stagioni (da Il cimento dell'armonia e dell'inventione, concerto op. 8 n. 1), una composizione pubblicata nel 1725 ad Amsterdam. Questo celebre "Allegro" ha uno schema esecutivo A-A-B-B, ossia è suddiviso in due parti ognuna con un ritornello alla fine. La prima volta ogni parte viene eseguita in "forte", mentre la seconda volta in "piano".